# برد ترنر
برد ترنر(به انگلیسی: Brad Turner) کارگردان کانادایی می‌باشد که بیشتر به خاطر کارگردانی ۳۸ اپیزود از سریال ۲۴ (۲۰۱۰-۲۰۰۴) مشهور است.
از دیگر کارهای مهم او می‌توان به دو قسمت پایانی سریال فرار از زندان (۲۰۰۹) و سریال نیکیتای افسونگر (۲۰۰۱-۱۹۹۸) اشاره کرد.